# Patzen-Fardün
Patzen-Fardün (toponimo tedesco; in romancio Pazen-Farden) è stato un comune svizzero del Canton Grigioni, nel distretto di Hinterrhein.

## Geografia fisica
Il comune si trovava nello Schamserberg (toponimo tedesco; in romancio Muntogna da Schons), il versante sinistro dello Schams lungo il Reno Posteriore.

## Storia
Il comune è stato istituito nel 1875 con la fusione dei comuni soppressi di Farden e Pazen e il 1º gennaio 2003 è stato integrato nel comune di Donat, il quale a sua volta 1º gennaio 2021 è stato accorpato agli altri comuni soppressi di Casti-Wergenstein, Lohn e Mathon per formare il nuovo comune di Muntogna da Schons.

## Società

### Evoluzione demografica
L'evoluzione demografica è riportata nella seguente tabella:
Abitanti censiti